# 圣埃斯特万岛

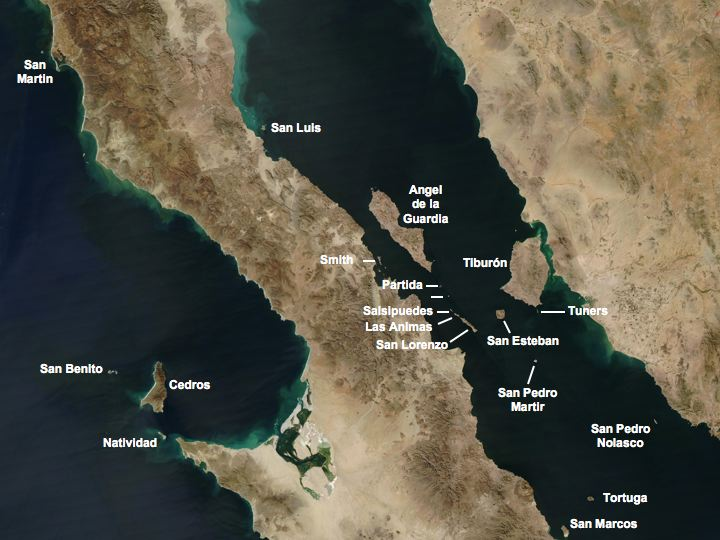
圣埃斯特万岛卫星图

圣埃斯特万岛（西班牙語：Isla San Esteban），墨西哥加利福尼亚湾中一岛屿，面积39.773平方公里。
圣埃斯特万岛是一系列动植物特有种的故乡，包括圣埃斯特万岛黑叩壁蜥等。